# 麥可·唐納
麥可·唐納（英語：Mychael Danna，1958年9月20日—），加拿大電影配樂家。

## 配樂作品
- 《我爸爸的小飞龙》（2022年）
- 《止水》（2021年）
- 《聖荷西謀殺案》（2020年）
- 《以性為本》（2018年）
- 《戰火下的小花》（2016年，和弟弟傑夫合作）
- 《比利·林恩的中場戰事》（2016年，和弟弟傑夫合作）
- 《送子鳥 (電影)》（2016年，和弟弟傑夫合作）
- 《恐龍當家》（2015年，和弟弟傑夫合作）
- 《我記得》（2015年）
- 《雪地迷蹤》（2014年）
- 《魔谷奇案》（2013年）
- 《少年Pi的奇幻漂流》（2012年），获得第70届金球奖、第85屆奧斯卡金像獎最佳配乐
- 《魔球 (電影)》（2011年）
- 《告密者》（2010年）
- 《戀夏(500日)》（2009年）
- 《色．誘》（2009年）
- 《時空旅人之妻》（2009年）
- 《帕納大師的魔幻冒險》（2009年，和弟弟傑夫合作）
- 《合法入侵》（2008年，和弟弟傑夫合作）
- 《衝浪季節》（2007年）
- 《雙面特勤》（2007年）
- 《聖誕頌》（2006年）
- 《小太陽的願望》（2006年）
- 《柯波帝：冷血告白》（2005年）
- 《芳心謀殺》（2006年）
- 《奇幻世界》（2006年）
- 《伊芙與火馬》（2005年）
- 《赤裸真相》（2005年）
- 《情迷祖莉亞》（2004年）
- 《浮華新世界》（2004年）
- 《極地求生路》（2003年）
- 《欲盖弥彰》（2003年）
- 《綠巨人浩克》（2003年）
- 《A級控訴》（2002年）
- 《勿忘我》（2001年）
- 《雨季的婚禮》（2001年）
- 《當真愛來敲門》（2000年）
- 《女生向前走》（1999年）
- 《與魔鬼共騎》（1999年）
- 《8毫米》（1999年）

## 外部連結
- 官方網站（页面存档备份，存于）
- 麥可·唐納在互联网电影资料库（IMDb）上的資料（英文）
- 麥可·唐納在豆瓣上的资料（简体中文）